# Ebullómetro

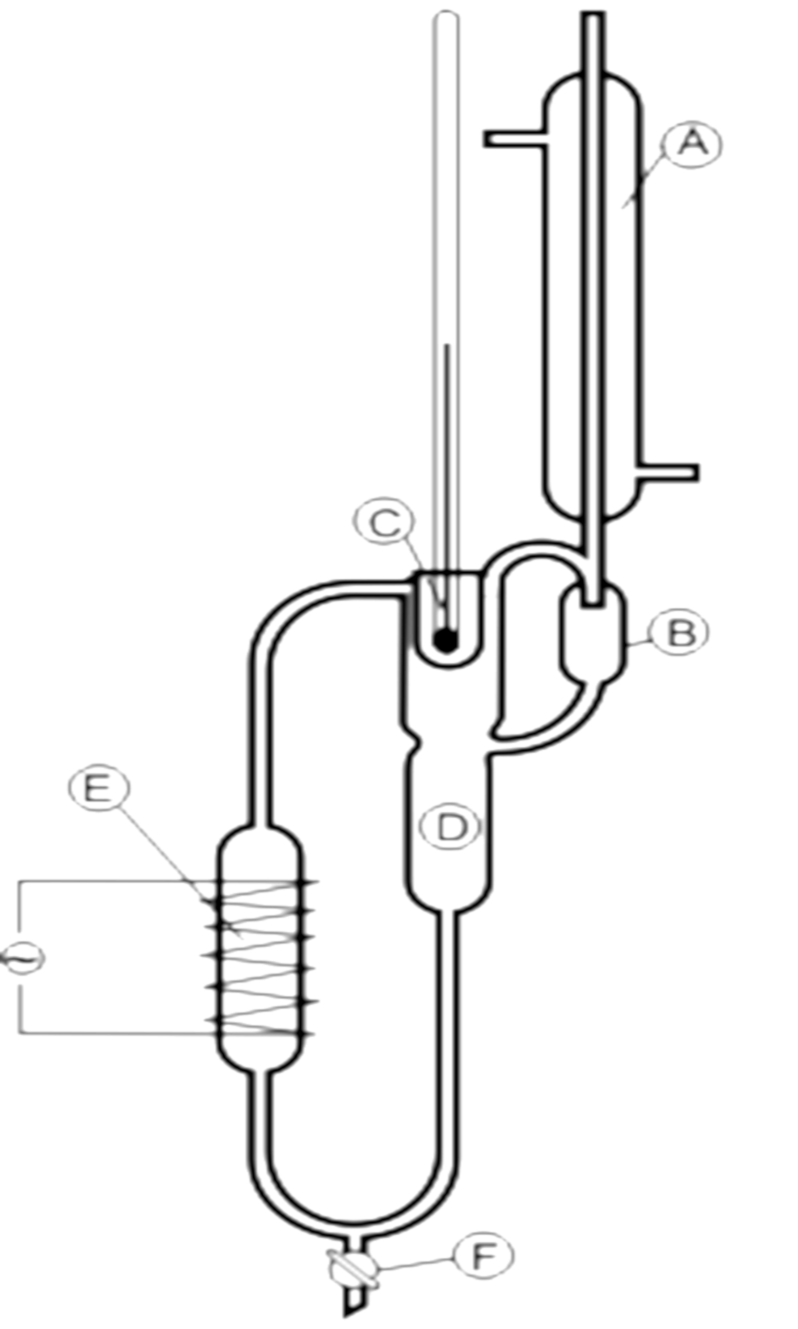
Ebullómetro de Świętosławski

Un ebullómetro es un instrumento que está diseñado para medir con precisión el punto de ebullición de líquidos y para medir la temperatura del equilibrio vapor-líquido, ya sea isobárica o isotérmicamente.
Los componentes o elementos principales de un ebullómetro de Świętosławski, que funciona isobáricamente, son el calentador, las bombas de Cottrell, el termopozo y el condensador. Un ebulliómetro de este tipo se puede utilizar para las mediciones de la temperatura de ebullición extremadamente precisas, masas moleculares, solubilidades comunes y purezas del disolvente mediante el uso de un termómetro de resistencia (RTD) para la medición de las condiciones cercanas del equilibrio del termopozo.
Este instrumento se utiliza frecuentemente para medir el contenido de alcohol de los vinos secos. 